# 골탄
골탄(骨炭, boneblack; bone char)은 동물의 뼈를 탄화시켜서 만드는 검은 다공성 과립성 물질이다. 골탄의 구성은 만드는 방법에 따라 다르다. 그러나 주로 인산삼칼슘(또는 수산화인회석) 57~80%, 탄산칼슘 6~10%, 탄소 7~10%로 구성된다. 여과제 또는 탈색제로 이용된다.

## 같이 보기
- 활성탄
- 카본 블랙
- 골회